# Kazakoshi Park Arena
La Kazakoshi Park Arena est une salle de sport intérieure située à Karuizawa, dans la Préfecture de Nagano au Japon.

## Historique
Une patinoire d'une surface de 60 mètres sur 30 est installée dans l'aréna en 1990. La Kazakoshi Park Arena accueille les épreuves de curling pendant les Jeux olympiques d'hiver de 1998. Le nombre de spectateurs cumulés pendant les Jeux atteint 39 610.

## Description
L'aréna a une capacité de 1 695 personnes, mais des installations temporaires permettent de porter ce nombre à 1 924 personnes pendant les Jeux.